# 聯邦商業銀行
聯邦商業銀行股份有限公司，簡稱聯邦銀行或UBOT，是臺灣一間商業銀行，為聯邦企業集團成員，以永續經營及「熱忱」、「穩健」、「效率」、「創新」為經營理念。

## 歷史
- 1989年3月29日，成立籌備處。
- 1991年12月31日，正式成立。
- 1992年1月21日，正式對外營業，成為臺灣開放民營銀行設立以來第三家成立的銀行。
- 1995年9月1日，董事會推舉黃春鐘先生擔任董事長。
- 1995年9月19日，於證券櫃檯買賣中心股票上櫃。
- 1996年11月11日，設立聯邦國際租賃。
- 1997年8月4日，設立邦聯保險經紀人。
- 1998年1月6日，臺南市第二信用合作社概括讓與中興商業銀行。
- 1998年6月29日，於臺灣證券交易所股票上市。
- 1998年12月22日，設立聯邦證券投資信託。
- 1999年4月9日，臺中市第四信用合作社概括讓與中興商業銀行。
- 2000年，首創法拍屋代墊款業務，成為法拍龍頭。
- 2003年9月9日，信用卡業務推出全國首張「mini卡」。
- 2004年9月9日，信用卡業務與萬事達組織合作推出全球第一張不規則卡「聯邦旅遊卡」。
- 2004年12月9日，參與中興商業銀行不含金融同業存款及拆款之資產、負債及營業標售案，以新臺幣71.08億元標得中興商業銀行47處營業據點的經營權。
- 2005年3月19日，概括承受中興商業銀行主要資產、負債及營業。[1]
- 2006年6月14日，董事長黃春鐘退休卸任，總經理李憲章升任董事長。
- 2009年5月4日，獲經濟部97年度辦理中小企業信用保證融資業務績優金融機構。
- 2010年8月16日，合併聯邦票券。
- 2014年2月24日，信用卡業務與聯合國際行動支付合作，發行首張獲Visa組織安全認證的Micro SD NFC手機信用卡。
- 2016年2月4日，邀請國際影后桂綸鎂擔任信用卡品牌代言人。
- 2016年2月7日，2月6日台南地震災情，聯邦銀行宣布捐助1000萬元賑災。
- 2016年6月28日，開辦「一卡通Debit卡」業務，為國內首家發行「一卡通Debit卡」銀行。
- 2017年3月29日，信用卡業務支援Apple Pay行動支付，為國內首波支援發卡銀行。
- 2017年5月23日，信用卡業務支援Samsung Pay行動支付，為國內首波支援發卡銀行。
- 2017年5月31日，搶進桃園捷運提供ATM金融服務及無人銀行區。
- 2017年7月4日，聯邦賴點卡震憾上市，主打「國外消費3%、國內消費2%」LINE POINTS回饋無上限。[2]
- 2017年8月1日，因應數位金融趨勢，推出子品牌「New New Bank」數位存款帳戶。[3]
- 2017年6月23日，聯邦卡支援Android Pay行動支付，成為國內首波七家同時支援國際三大行動支付銀行。
- 2017年8月31日，宣布投資LINE Pay，展開策略投資合作關係。
- 2017年11月28日，榮獲台灣票交所2017「金融機構推廣ACH業務獎勵競賽-ACH代收業務成長卓越獎」。
- 2019年2月1日，邀請「台灣最速男」短跑田徑選手楊俊瀚擔任品牌代言人。
- 2019年3月28日，申設越南分行及辦事處，獲金管會核准。[4]。
- 2019年8月8日，榮獲財團法人保險事業發展中心頒獲「第八屆臺灣保險卓越獎」。
- 2019年9月30日，榮獲台灣票交所2019「金融業代收即時服務平台(eFCS)-提出業務服務獎」。
- 2020年4月21日，越南河內代表人辦事處開業。
- 2020年6月12日，榮獲金管會2020「中小企業放款-新創重點產業放款」績效優良之銀行甲等獎。
- 2020年8月11日，榮獲2020卓越銀行評比「最佳金融創新獎」。
- 2020年9月9日，投標搶進台中捷運ATM金融服務，成為國內首家同時於高捷、中捷、桃捷提供金融服務銀行。
- 2021年4月6日，4月2日台鐵出軌事故，聯邦銀行宣布捐助500萬元救助災民。
- 2021年5月26日，新冠肺炎染疫人數遽增，聯邦銀行與林榮三基金會、自由時報及瓏山林企業共同捐助3800萬元助台北市、新北市雙北抗疫。[5]
- 2021年7月20日，董事長李憲章退休卸任，總經理林鴻聯升任董事長。
- 2021年8月19日，榮獲2021卓越銀行評比「最佳數位金融服務獎」。[6]
- 2021年9月19日，順應綠色金融國際發展趨勢，宣布推出聯邦綠卡上市。

## 營運據點
截至2021年3月底止，公司在國內共有90家營業據點，分別在大台北地區有49家、桃竹地區18家、中彰地區9家、嘉南地區6家、高屏地區8家，並設有國際金融業務分行一家；以及海外代表人辦事處共3家，為越南胡志明市代表人辦事處、越南河內代表人辦事處及香港代表人辦事處。

## 外部連結
- 聯邦銀行 （页面存档备份，存于）（繁體中文）（英文）
- 聯邦銀行的Facebook專頁
- 聯邦商業銀行股份有限公司台灣公司資料 （页面存档备份，存于）